# لی چنهائو
لی چنهائو (انگلیسی: Li Chenhao؛ زادهٔ ۲ ژوئیهٔ ۱۹۷۷) بازیکن بیسبال اهل چین بود. در بازی‌های المپیک تابستانی ۲۰۰۸ شرکت کرده‌است.